# (13647) Rey
(13647) Rey est un astéroïde de la ceinture principale.

## Description
(13647) Rey est un astéroïde de la ceinture principale. Il fut découvert le 20 avril 1996 à La Silla par Eric Walter Elst. Il présente une orbite caractérisée par un demi-grand axe de 3,19 UA, une excentricité de 0,17 et une inclinaison de 4,6° par rapport à l'écliptique.

## Compléments